# 5の平方根

直角三角形のうち、直角の一辺が1、片方の直角の一辺が2だと、斜線の一辺がになる。

5の平方根（ごのへいほうこん）は、平方して 5 になる実数である。正のものと負のものの2つがある。正の平方根は
{\displaystyle {\sqrt {5}}}
と書き、「ルート5」と読む。また、負の平方根は
{\displaystyle -{\sqrt {5}}}
である。以下、正の平方根について記述する。
{\displaystyle {\sqrt {5}}}は無理数であることが知られており、したがって小数部分は循環しない。オンライン整数列大辞典によると、十進法表示の小数点以下98桁までは以下の通りである。
2.23606 79774 99789 69640 91736 68731 27623 54406 18359 61152 57242 70897 24541 05209 25637 80489 94144 14408 37878 227…
語呂合わせでは「富士山麓オウム鳴く（ふじさんろくおうむなく）」などがある。

## 性質
- {\displaystyle {\sqrt {5}}}は代数的整数である。{\displaystyle {\sqrt {5}}} の有理数体 {\displaystyle \mathbb {Q} } 上の既約多項式は x 2 − 5 である。
- {\displaystyle {\sqrt {5}}}の連分数表示は

{\displaystyle {\sqrt {5}}=2+{\cfrac {1}{4+{\cfrac {1}{4+{\cfrac {1}{4+{\cfrac {1}{4+{\cfrac {1}{4+{\cfrac {1}{4+{\cfrac {1}{\ddots }}}}}}}}}}}}}}}
となる。
- 黄金比に {\displaystyle {\sqrt {5}}} が登場する。具体的には

{\displaystyle 1:{\frac {1+{\sqrt {5}}}{2}}}
で表される。
- フィボナッチ数列の一般項に現れる。

{\displaystyle F_{n}={\frac {1}{\sqrt {5}}}\left\{\left({\frac {1+{\sqrt {5}}}{2}}\right)^{n}-\left({\frac {1-{\sqrt {5}}}{2}}\right)^{n}\right\}={{\varphi ^{n}-(1-\varphi )^{-n}} \over {\sqrt {5}}}}
で表される。